# Azareen Van der Vliet Oloomi
Azareen Van Der Vliet Oloomi (19 luglio 1983) è una scrittrice statunitense d'origini iraniane.

## Biografia
Da origini iraniane, ha vissuto in Iran e in Europa prima di stabilirsi a South Bend, nell'Indiana.
Ha conseguito un Master of Fine Arts all'Università Brown in lettere e un B.A. in scrittura creativa e letterature latine all'Università della California a San Diego.
Nel 2012 ha esordito nella narrativa con il romanzo Il misterioso caso di Fra Keeler e in seguito ha pubblicato Call Me Zebra nel 2018 e Savage Tongues nel 2021.
Insignita nel 2015 del "National Book Foundation 5 Under 35", insegna all'Università di Notre Dame.
Suoi articoli e racconti sono apparsi in varie riviste letterarie quali Granta, Guernica, The Paris Review, BOMB e Los Angeles Review of Books.

## Opere

### Romanzi
- Il misterioso caso di Fra Keeler (Fra Keeler, 2012), Roma, Giulio Perrone, 2015 ISBN 978-88-6004-373-3.
- Chiamatemi Zebra (Call Me Zebra, 2018), Rovereto, Keller, 2022 ISBN 979-12-5952-095-1.
- Savage Tongues (2021)

## Premi e riconoscimenti
Premi Whiting
- 2015 vincitrice nella categoria "Fiction"[8]

Premio PEN/Faulkner per la narrativa
- 2019 - vincitrice con Call Me Zebra[9]